# Журин, Александр Иванович
Александр Иванович Журин (1878 — после 1930) — русский поэт, литературный критик.

## Биография
Из семьи купца, владельца магазина церковной утвари и зеркал, в котором позже торговал и Журин. Учился в Московском коммерческом училище, но курса не закончил по болезни. Первые стихотворные опыты относятся к середине 1890-х годов. Дебютировал, видимо, в «Сборнике русских поэтов и поэтесс» (1901). Согласно документам Московского охранного отделения, в начале 1900-х годов Журин вступил в РСДРП.
В 1910 на его имя пересылалась из-за границы нелегальная литература; он вёл революционную пропаганду в Московском союзе торгово-промышленных служащих, членом которого состоял, дважды был арестован (летом 1912 и летом 1913; в общей сложности провел в заключении три месяца). После тяжело перенесённых им ареста и тюрьмы, по-видимому, отошел от революционной деятельности, оставившей, однако, след в его поэзии («Пленному товарищу», «Террорист», «Пули и мысли», «Капиталистам и властям»). С начала 1910-х годов Журин активно сотрудничал в журналах «Актёр», «Женская жизнь», «Женское дело», «Женщина и хозяйка», «Рампа и жизнь». Особенно близок Журин был к редакциям «Новой жизни» и «Свободного журнала», в которых постоянно появлялись его стихи и рецензии на произведения русской поэзии и беллетристики. В это время Журин связан с кругом московской литературно-художественной и артистической богемы (А. С. Вознесенский, Е. И. Вашков, С. Т. Конёнков и др.). Дружил с С. Ю. Судейкиным, который сделал акварель по мотивам одного из его стихотворений. Первая книга стихов Журина «Вечные мгновения» вышла в 1913 году; вторая книга стихов, «Радостный круг», опубликована в 1915; далее в печати появились прозаические опыты
― рассказы «Сокровище благих» (1916), «Кипарисовая беседка» (1917).
После Революции 1917 года Журин некоторое время оставался в Москве, весной 1919 года оказался во Владивостоке, где начал печатать в газетах «Голос Приморья», «Голос Родины» свои, в основном старые, стихи, а также прозаические и стихотворные фельетоны, часто антибольшевистской направленности. Принимал участие в деятельности владивостокского литературно-художественного общества (1919—1920), стал председателем организационной группы по созданию Союза журналистов, выступал на вечерах и концертах с чтением стихов. Сотрудничество во владивостокской прессе продолжалось до 1923 года. Вернулся в Москву, где устроился на службу истопником или дворником в Дом писателей им. А. И. Герцена. Возможно, репрессирован в 1930-е годы.